# تشكن
تشكن هي قرية في مقاطعة هشترود، إيران. عدد سكان هذه القرية هو 74 في سنة 2006.